# Іларій Тулузький
Гіларій (лат. Hylarius, Hilaris, Yllarius; ? — 360) — святий католицької церкви, третій єпископ Тулузи (358—360 роки).

## Життєпис
Гіларій жив у IV столітті. 358 року його призначено єпископом Тулузи. Гіларій виявив мощі святого Сатурніна і збудував на його честь невелику каплицю.
Помер 360 року. Його наступником на кафедрі Тулузи став святий Сильвій.

## Уславлення
Гіларія вшановують як святого від початку V століття.
1265 року мощі святого Гіларія перенесено в базиліку святого Сатурніна, де вони зберігаються нині.
День пам'яті в Католицькій церкві — 20 травня.

## Джерело
- Patrice Cabau. «Les évêques de Toulouse (III-XIVe siècles) et les lieux de leur sepulture», Memoires de la Société archéologique du Midi de la France, с. 123—162 (1999).(фр.)